# Українське поетичне кіно
Українське поетичне кіно — мистецька течія, що виникла в радянському кінематографі у середині 1960-х із виходом «Тіней забутих предків» Сергія Параджанова. На противагу радянському реалістичному українське поетичне кіно виводило на перший план візуальну виразність, сюрреалістичні та етнографічні мотиви. Ця течія залишила по собі ряд новаторських фільмів і спровокувала новий наступ радянської ідеологічної машини на українське кіно, національну свідомість і нетрадиційний художній пошук.
Розквіт українського поетичного кіно в УРСР припав на 1960-1970-ті роки. Авторство терміна «українське поетичне кіно» приписується польському кінокритику Янушу Ґазді, який запропонував його у 1970 році.
Багато фільмів ідеологічна цензура заборонила до показу у СРСР і вони вийшли на екрани лише наприкінці 1980 — на початку 1990-х. Поетичне кіно вплинуло на подальший кінематограф України, окремі його риси неодноразово запозичувалися та наслідувалися в фільмах 1980-2000-х років.

## Характерні риси
Поетичне кіно тяжіє до зображення місцевих подій, які символізують події світового масштабу. Через конкретних персонажів і місця розповідається про явища, проблеми, притаманні людству загалом. Світ цих фільмів підкреслено міфологічний, кожен елемент має підтекст і таким чином за подіями на екрані вибудовується прихована, більш значуща реальність, яка зумовлює події. Сюжет лаконічний, часто поданий як серія епізодів, між якими минає тривалий час. Мова персонажів займає порівняно мало екранного часу, натомість велике значення мають візуальні образи, символічні об'єкти та сцени, колір, ритм зміни кадрів. Самі персонажі бувають спрощені до уособлень типажів і архетипів, але при цьому люди не менш важливі за персонажів-уособлень абстрактних понять. В українському поетичному кіно ідеї мають матеріальне втілення і персонажі, взаємодіючи з матеріальним світом, торкаються його духовного закулісся.
Серед провідних тем поетичного кіно — зіткнення місцевого, народного, фольклорного, з чужинським, нав'язаним; ностальгія за втраченим, опрацювання теми втрати чогось цінного взагалі. Для підсилення цього протиставлення використовуються регіональні українські говірки, одяг, побут. Використовувані символи часто народного походження: традиційні споруди, знаряддя, релігійні та фольклорні образи.

## Історія
Підґрунтя для виникнення українського поетичного кіно склало утворення в 1962 році Державного комітету кінематографії при раді міністрів УРСР. Його очолив Святослав Іванов, раніше головний редактор газети «Вечірній Київ». Він підтримував українських митців, яким загрожувала радянська цензура. Паралельно директором кіностудії ім. Довженка став Василь Цвіркунов. За його головування того ж року було затверджено сценарій фільму Сергія Параджанова «Тіні забутих предків», який вийшов на екрани в 1965 році. Після серії схвальних рецензій «Тіні забутих предків» було нагороджено «Південним хрестом» на міжнародному кінофестивалі в Аргентині. Широке визнання фільму сприяло тому, що навколо його творців згуртовувалася українська інтелігенція заради відстоювання своїх прав (зокрема такою акцією був виступ Івана Дзюби перед прем'єрою фільму).
Наступні фільми, що готувалися на студії ім. Довженка, спідкала невдача. Роботу над «Київськими фресками» Сергія Параджанова припинили за постановою Державного комітету кінематографії УРСР, а «Криниця для спраглих» Юрія Іллєнка була знята, але недопущена до показу через «ідейні викривлення».
У 1967 вийшов фільм режисера Леоніда Осики «Хто повернеться — долюбить», а в 1968 — його ж «Вечір на Івана Купала». Останній фільм потім був знятий з показів за розпорядження Держкіно СРСР. Натомість «Камінний хрест» Осики здобув визнання на III Всесоюзному кінофестивалі в Ленінграді. Фільм «Совість» 1968 року Володимира Денисенка не був допущений до показу, але вийшов «Злодій» Романа Балаяна.
Між 1970 і 1973 роком тривав хиткий період, під час якого українське поетичне кіно офіційно виокремилося з радянського кінематографу. Частина його фільмів отримували всесоюзне та міжнародне визнання, тоді як інші цензура забороняла. Польський дослідник кіно Януш Ґазда в статті «Українська школа поетичного кіно» 1970 року вперше об'єднав такі фільми в окремий напрям. Потім того ж року вийшла стаття російського кінознавця Михайла Блеймана «Архаїсти чи новатори?», що критикувала українське поетичне кіно як безперспективне, хоча і виражала симпатії до його творців як творчих особистостей. Стаття стала основою для подальших наступів цензури на самовираження в українському кінематографі. Було заборонено знімання «Інтермеццо» Параджанова. Разом з тим фільм «Білий птах з чорною ознакою» Юрія Іллєнка було визнано відповідним радянській ідеології та нагороджено золотою медаллю на VII Московському міжнародному кінофестивалі. Також вийшов на екрани «Комісари» Миколи Мащенка. Фільм Леоніда Осики «Захар Беркут» 1971 року було нагороджено призом V Всесоюзного кінофестивалю в Тбілісі. Юрій Іллєнко поставив фільм «Всупереч усьому», тоді як «Відкрий себе» Ролана Сергієнка не дозволили до показів.
У 1973 році Святослава Іванова було звільнено з Державного комітету кінематографії, а Василя Цвіркунова — з посади директора кіностудії ім. Довженка. Тоді ж арештували Сергія Параджанова, який був звільнений в 1977, але проживав відтоді в Тбілісі. Перший секретар ЦК КПУ Володимир Щербицький, прихильник зросійщення, в 1974 році заявив, що поетичне кіно — це «недолік» через «етнографізм» і «абстрактний символізм».
Серед пізніх представників українського поетичного кіно «Вавилон XX» Івана Миколайчука, нагороджений за кращу режисуру на XIII Всесоюзному кінофестивалі в Душанбе.
У 1980-х роках сформувався альтернативний жанр поетичного кіно — «міська проза», який порушував філософські проблеми суспільства та переосмислював їх через проблеми конкретної людини, протиставляючись панівному в СРСР напрямку соцреалізму. У «прозаїчній» стилістиці на кіностудіях України працювали такі режисери, як Кіра Муратова, Роман Балаян, Костянтин Єршов, Валерій Тодоровський, В'ячеслав Криштофович. Поміж прикладів таких фільмів: «Польоти уві сні та наяву», «Жінки жартують серйозно», «Грачі», «Дама з папугою», «Самотня жінка бажає познайомитись» та «Автопортрет невідомого». В них чільними є теми самотності, непорозуміння між людьми. Окремі тенденції поетичного кіно продовжувалися, як у «Лебедине озеро. Зона» Юрія Іллєнка, де відбулася майже повна відмова від слів як носіїв сенсу, та його ж «Солом'яні дзвони», в яких домінує шокування візуальними образами зі сцен війни.
Наприкінці 1980-х відбулося визнання та реабілітація українського поетичного кіно в радянському мистецтві. 1989 року вийшла стаття Івана Дзюби «Відкриття чи закриття „школи“?», в якій він розкритикував Михайла Блеймана за применшення значущості підтексту фільмів українського поетичного кіно.
Після здобуття Україною незалежності традиції поетичного кіно частково продовжувалися. Так, у фільмах «Зміна долі» та «Лист до Америки» Кіри Муратової показано недовіру до слів як засобів порозуміння, та пошуки природної людини. Мотиви поетичного кіно наслідував фільм «Обітниця» Василя Ілляшенка, «Judenkreis, або Вічне колесо» Василя Домбровського, що звертається до теми сновидінь. Прикладом «неопоетичного» кіно став «Мамай» Олеся Саніна. «Катерина Білокур. Послання» використовує характерний для поетичного кіно поділ на епізоди з великим значенням візуальних образів.
Разом з тим виникла протилежна запереченню поетичного кіно думка, що українське кіно може бути лише поетичним. Через це молоді режисери прагнули відійти від канону поетичного кіно. В таких фільмах, як «Оберіг» Миколи Рашеєва, «Джордан'96» Катерини Лесик, «Коли падають дерева» Марисі Нікітюк, «Випуск 97» Павла Острікова та Віталія Кікотя, «Я і Фелікс» і «Земля блакитна, ніби апельсин» Ірини Цілик панує інша естетика, що прагне відтворювати дійсність більш переконливо через звернення до образів із українського побуту 1990-х і сучасності. В 2010-і з'явилася українська критика поетичного кіно за його концентрування на темі втрат, захоплення містикою як симптому невпевненості, і критика самого терміна за те, що він не має чітких критеріїв «поетичності»; як і критика подальших наслідувань «поетичності» як спроб замаскувати нездатність висловлюватися «прозаїчно».

## Режисери
Найвпливовішими режисерами цієї мистецької течії стали Сергій Параджанов, Юрій Іллєнко, Леонід Осика, Микола Мащенко та Борис Івченко.

## Фільми
До українського поетичного кіно зараховують художні фільми 1960-1970-х років. Частина з них були заборонені в СРСР:
- «Тіні забутих предків» (1965) Сергія Параджанова;
- «Криниця для спраглих» (1965) Юрія Іллєнка — заборонений;
- «Та, що входить у море» (1965) Леоніда Осики — заборонений;
- «Камінний хрест» (1968) Леоніда Осики;
- «Вечір на Івана Купала» (1968) Юрія Іллєнка — заборонений;
- «Совість» (1968) Володимира Денисенка — заборонений;
- «Комісари» (1968) Миколи Мащенка;
- «Анни́чка» (1969) Бориса Івченка;
- «Захар Беркут» (1971) Леоніда Осики;
- «Білий птах з чорною ознакою» (1971) Юрія Іллєнка;
- «Пропала грамота» (1972) Бориса Івченка — заборонений;
- «Вавилон XX» (1979) Івана Миколайчука.